# Giải Poincaré
Giải thưởng Henri Poincaré được tài trợ bởi Quỹ Daniel Iagolnitzer, thành lập năm 1997 nhằm công nhận những đóng góp nổi bật trong ngành Vật lý Toán và những đóng góp về những sự phát triển mới trong lĩnh vực rộng lớn này. Giải thưởng này cũng được tạo ra nhằm công nhận hỗ trợ những người trẻ có tài năng hứa hẹn, những người đã có một số đóng góp nổi bật cho lĩnh vực Vật lý Toán.
Giải Poincaré được trao hàng năm cho ba cá nhân tại Hội nghị Quốc tế về Toán Vật lý. Ủy ban của giải thưởng được bổ nhiệm bởi Hiệp hội Quốc tế về Toán Vật lý (IAMP).

## Những người nhận giải
| Năm  | Vị trí IAMP    | Người nhận giải                                                                      |
| ---- | -------------- | ------------------------------------------------------------------------------------ |
| 1997 | Brisbane       | Rudolf Haag, Đức Maxim Kontsevich, Nga Arthur Wightman, Hoa Kỳ                       |
| 2000 | Luân Đôn       | Joel Lebowitz, Hoa Kỳ Walter Thirring, Áo Horng-Tzer Yau, Đài Loan                   |
| 2003 | Lisboa         | Huzihiro Araki, Nhật Bản Elliott H. Lieb, Hoa Kỳ Oded Schramm, Israel                |
| 2006 | Rio de Janeiro | Ludvig D. Faddeev, Nga David Ruelle, Bỉ/Pháp Edward Witten, Hoa Kỳ                   |
| 2009 | Praha          | Jürg Fröhlich, Thụy Sĩ Robert Seiringer, Áo Yakov G. Sinai, Nga Cédric Villani, Pháp |